# Hans Haselböck
Hans Haselböck (ur. 26 lipca 1928 w Nesselstauden, zm. 20 października 2021 w Wiedniu) – austriacki organista.

## Życiorys
Ukończył studia w zakresie literatury i muzykologii na Uniwersytecie Wiedeńskim (1947–1952), uczył się też w Konserwatorium Wiedeńskim u Waltera Pacha (1948–1953). Od 1953 roku pełnił funkcję organisty w wiedeńskim kościele oo. dominikanów. Trzykrotnie (1958, 1959, 1960) zdobył I nagrodę w konkursie organowym w Haarlemie. Od 1961 roku prowadził klasę organów w Konserwatorium Wiedeńskim, gdzie od 1964 roku kierował także wydziałem muzyki kościelnej. Opublikował pracę Barocker Orgelschatz in Niederösterreich (Wiedeń 1972).
Odznaczony Wielką Srebrną Odznaką Honorową za Zasługi dla Republiki Austrii (1997).
Jego synem był Martin Haselböck.